# Sitabotabo Toruan
Sitabotabo Toruan is een bestuurslaag in het regentschap Tapanuli Utara van de provincie Noord-Sumatra, Indonesië. Sitabotabo Toruan telt 1014 inwoners (volkstelling 2010).